# Richard Brünner
Richard Brünner (18 novembre 1888 – 25 novembre 1962) è stato uno schermidore austriaco, vincitore di una medaglia d'argento ed una di bronzo ai Campionati Internazionali di scherma.